# Peta Toppano
Peta Toppano, właściwie Peita Margaret Toppano (ur. 8 kwietnia 1951 w Londynie) – australijska aktorka teatralna, telewizyjna i filmowa, piosenkarka, tancerka pochodzenia włoskiego.

## Życiorys
Córka aktorki Peggy Mortimer (wł. Margaret Joan Mortimer, zm. 2003) i Enzo Toppano. Po raz pierwszy pojawiła się na scenie w musicalu Godspell (1972). Występowała potem w Black Swan Theatre i Sydney Theatre Company w musicalu Merrily We Roll Along. Zagrała także w musicalach My Fair Lady, Grają naszą piosenkę (They’re Playing Our Song), Nine, A Chorus Line oraz Les Misérables.
Na dużym ekranie debiutowała nominowaną do nagrody Australijskiego Instytutu Filmowego rolą matki Vinnie’ego w dramacie Uliczny bohater (Street Hero, 1984). Popularność międzynarodową przyniosła jej rola przebiegłej i perfidnej Jilly Stewart w miniserialu Powrót do Edenu (Return To Eden, 1986).

## Życie prywatne
Była trzykrotnie mężatką. W latach 1970–1971 jej mężem był Brian O’Toole. W kwietniu 1978 poznała Barry’ego Quina, współtwórcę serialu Więźniarki (Prisoner, 1979), za którego wyszła za mąż w 1979, i przez krótki czas była znana jako Peta Quin. W fabule podczas kręcenia Więźniarek (1979) wyszła za mąż i przeniosła się do Queensland. Barry Quin użył ich prawdziwego zdjęcia ślubnego w serialu, kiedy na krótko wrócił na kilka odcinków. W 1991 rozwiodła się. 1 stycznia 1992 poślubiła Kerry’ego Stokesa. W 1995 doszło do rozwodu.

## Filmografia

### Filmy
- 1984: Uliczny bohater (Street Hero) jako matka Vinniego
- 1987: Cień pawia (Echoes of Paradise) jako Judy
- 1990: Harbour Beat jako pani De Santos
- 1992: Seeing Red jako Vivien
- 2002: Tre per sempre

### Filmy TV
- 1980: Water Under the Bridge jako Uke
- 1982: Sara Dane
- 1990: All the Rivers Run 2 jako Eunice
- 1991: Którędy do domu (Which Way Home) jako Annie
- 1993: The Feds: Seduction jako Brandy
- 1998: Never Tell Me Never jako M.C

### Seriale TV
- 1968: Homicide jako Marika Lucas
- 1970: Sound of Music jako Various
- 1974: Klasa '74 (Class of '74) jako Gina Ferrari
- 1976: King’s Men jako policjantka
- 1976: Rush jako Drusilla
- 1976-1977: Młodzi lekarze (The Young Doctors) jako dr Gail Henderson
- 1977: Outsiderzy (The Outsiders) jako Sally Gower
- 1979: Więźniarki (Prisoner) jako Karen Travers
- 1981: Inspektor Bellamy (Bellamy) jako Meredith
- 1982: M.P.S.I.B. jako Const. Lisa Hesse
- 1986: Powrót do Edenu (Return To Eden) jako Jilly Stewart
- 1987: Latający doktorzy (The Flying Doctors) jako Carol Brett
- 1988: Płonące pole 2 (Fields of Fire II) jako Gina
- 1989: Płonące pole 3 (Fields of Fire III) jako Gina
- 1989: E Street jako Miki Fallon
- 1991: A Country Practice jako Colleen Nicholls
- 1994: Szkoła złamanych serc (Heartbreak High) jako Stella Ioannou
- 1995: Bordertown jako Diomira
- 2000–2009: Zatoka serc (Home and Away) jako Helen Poulos
- 2000: Above the Law jako pani Giovanelli